# Piede per libbra
Il piede libbra o foot pound (ft lbs o ft·lbs) è l'unità di misura del momento meccanico del Sistema imperiale britannico di misura.
Corrisponde al momento esercitato da una forza di una libbra applicata all'estremità lunga un piede e ad essa perpendicolare, incernierata nell'altra estremità.
Il piede libbra viene utilizzato esclusivamente negli Stati Uniti e in Inghilterra, mentre nel resto del mondo si utilizza il newton per metro, che corrisponde a 0,7375621 ft·lbs, quindi 1 ft·lbs è uguale a 1,35581795 N·m.